# 杨大钧
杨大钧（1913年4月—1987年12月），是一位中國平湖派琵琶演奏家、音乐教育家，此外也通國畫。

## 生平
杨大钧1913年4月（一說11日，一說17日）出生于河北保定，1920年入私塾，1927年入保定师范。在保定師範時開始课余師從米赞祥学习琵琶。1931年入讀北平藝專国画系，師從齐白石學習花鸟画，齊白石和徐悲鴻後來都曾給他的畫題字，假期則到上海向朱英学习平湖派琵琶。
1935年畢業後在河北省立大名女子师范学校任音乐、美术教员。此時除去朱英之外，他還向汪昱庭学到了汪派琵琶。抗日战争爆发後前往重慶，1940年任重慶的中央广播电台特约指挥、琵琶独奏员以及教育部音乐教育委员会编辑，時常出席音樂會，此外還學習了古琴、古箏和二胡等中國樂器。1942年任国立女子师范学院音乐系副教授。抗战結束后後，擔當湖北师范学院音乐系主任、教授，並邀請朱英也至該校任教。1947年成爲北京师范大学音乐系教授，同時也在北平艺专音乐系教書。1950年杨大钧加入中国民主同盟。1956年至北京艺术师范学院教書，1964年進入剛剛成立的中国音乐学院。1973年前往中央音乐学院教課。